# Weezer - Video Capture Device: Treasures from the Vault 1991-2002
Weezer - Video Capture Device: Treasures from the Vault 1991-2002 è un DVD del gruppo alternative rock statunitense Weezer.
Il DVD contiene le riprese di tutti i concerti più significativi della loro carriera tenuti fino al 2002, tutti i video dei singoli estratti dai loro album a partire da The Blue Album fino a Maladroit.
Tra i contenuti speciali, vi sono diversi filmati della band nel backstage, sul palco, nello studio di registrazione e un'intervista.